# Crunchyroll Anime Awards 2017
Die ersten Crunchyroll Anime Awards wurden im Januar 2017 in zwei Phasen verliehen in zwölf Kategorien verliehen. Die Gewinner von elf Kategorien – Anime des Jahres ausgenommen – wurden am ersten Tag nach Ende der Online-Abstimmung bekannt gegeben. Der Gewinner des Preises für den Anime des Jahres wurde speziell am 28. Januar gleichen Jahres verkündet.
Mit der Verleihung wurden die besten Anime-Produktionen des Vorjahres gewürdigt. Die Serie Kabaneri of the Iron Fortress erhielt die meisten Nominierungen in neun Kategorien. Yuri on Ice gewann die meisten Auszeichnungen in sieben Kategorien.

## Hintergrund
Die Preisverleihung wurde im Dezember des Jahres 2016 offiziell von Crunchyroll angekündigt. Es wurden Preise in zwölf Kategorien vergeben. Elf Gewinner wurden am Folgetag nach dem Ende der einwöchigen Abstimmungsphase vorab online verkündet.
Der Gewinner in der Kategorie Anime des Jahres wurde in einem speziellen Livestream-Event am 28. Januar 2017 gesondert bekannt gegeben. Die Jury bestand unter anderem aus dem Profi-Wrestler Xavier Woods, dem Animateur LeSean Thomas und der IGN-Redakteurin Miranda Sanchez.
Der Livestream am 28. Januar wurde von lediglich 500 Zuschauern angesehen. Im Nachhinein wurde bekannt, dass bei der Erstverleihung 1,8 Millionen Stimmen abgegeben wurden.

## Gewinner und Nominierte
| Kategorie              | Preisträger                              | außerdem nominiert |
| ---------------------- | ---------------------------------------- | --- |
| Anime des Jahres       | Yūri!!! On Ice                           | Mob Psycho 100 Erased My Hero Academia Kabaneri of the Iron Fortress Re:Zero Kiznaiver                                                                                             |
| Held des Jahres        | Izuku „Deku“ Midoriya (My Hero Academia) | Satoru Fujinuma (Erased) Mob (Mob Psycho 100) Mumei (Kabaneri of the Iron Fortress)                                                                                                |
| Bösewicht des Jahres   | Gaku Yashiro (Erased)                    | Yoshikage Kira (JoJo’s Bizarre Adventure) Tomura Shigaraki (My Hero Academia) Biba (Kabaneri of the Iron Fortress)                                                                 |
| Bester Junge           | Yūri Katsuki (Yūri!!! On Ice)            | Arataka Reigen (Mob Psycho 100) Izuku „Deku“ Midoriya (My Hero Academia) Yakumo (Shōwa Genroku Rakugo Shinjū)                                                                      |
| Bestes Mädchen         | Rem (Re:Zero)                            | Ochako Uraraka (My Hero Academia) Nico Niiyama (Kiznaiver) Mumei (Kabaneri of the Iron Fortress)                                                                                   |
| Bestes Paar            | Yūri und Victor (Yūri!!! On Ice)         | Satoru und Kayo (Erased) Katsuhira und Sonozaki (Kiznaiver) Luluco und Nova (Space Patrol Luluco)                                                                                  |
| Beste Kampfszene       | Shigeo vs. Koyama (Mob Psycho 100 Ep. 8) | Deku vs. Kacchan (My Hero Academia Ep. 7) Mumei vs. Kabane (Kabaneri of the Iron Fortress Ep. 2) Altland vs. Moss (Mobile Suit Gundam: Iron Blooded Orphans Ep. 32)                |
| Beste Animation        | Yūri!!! On Ice                           | Mob Psycho 100 Kabaneri of the Iron Fortress Flip Flappers |
| Herzerwärmendste Szene | Der Kuss (Yūri!!! On Ice Ep. 7)          | Kayo’s erstes frisch zubereitetes Essen (Erased Ep. 9) Kakeru und Suwa lernen sich einander zu verstehen (Orange Ep. 4) Makoto fliegt über ihr neues Zuhause (Flying Witch Ep. 12) |
| Dramaserie des Jahres  | Erased                                   | Kiznaiver Descending Stories: Showa Genroku Rakugo Shinju Joker Game |
| Beste Comedyserie      | Who is Sakamoto?                         | KonoSuba Keijo Space Patrol Luluco |
| Beste Actionserie      | Mob Psycho 100                           | My Hero Academia Drifters Kabaneri of the Iron Fortress |
| Bester Vorspann        | Yūri!!! On Ice                           | Mob Psycho 100 Kabaneri of the Iron Fortress Shōwa Genroku Rakugo Shinjū |
| Bester Abspann         | Yūri!!! On Ice                           | Mob Psycho 100 Kabaneri of the Iron Fortress Space Patrol Luluco |

## Kritik
Nach der ersten Preisverleihung wurde Kritik am Wahlsystem geäußert und über einen möglichen Wahlbetrug spekuliert. Grund dafür war, dass die Animeserie Yuri on Ice in allen Kategorien, in der diese nominiert war, am Ende den Preis gewann. Ein möglicher Grund lag an den Unterschieden der abgegebenen Stimmen in den Kategorien, in der der Anime nominiert war, und denen, in der Yuri on Ice keine Nominierung erhielt.
Jen Corbett von Crunchyroll kündigte im Bezug auf die Kritik an, dass man am Verfahren der Preisvergabe gearbeitet und zum Beispiel der Jury eine höhere Gewichtung eingeräumt habe, um die im Publikumsvoting abgegebenen Stimmen auszubalancieren.